# Vyhnanice (Hlavatce)
Vyhnanice (německy Wichnanitz) jsou malá vesnice, část obce Hlavatce v okrese Tábor v Jihočeském kraji. Nachází se asi dva kilometry severozápadně od Hlavatců. Je zde evidováno 36 adres. V roce 2011 zde trvale žilo 46 obyvatel.
Vyhnanice jsou také název katastrálního území o rozloze 6,91 km².

## Historie
První písemná zmínka o vesnici pochází z roku 1357.

## Obyvatelstvo
| Rok            | 1869 | 1880 | 1890 | 1900 | 1910 | 1921 | 1930 | 1950 | 1961 | 1970 | 1980 | 1991 | 2001 | 2011 | 2021 |
| -------------- | ---- | ---- | ---- | ---- | ---- | ---- | ---- | ---- | ---- | ---- | ---- | ---- | ---- | ---- | ---- |
| Počet obyvatel | 176  | 152  | 162  | 157  | 155  | 133  | 129  | 101  | 113  | 99   | 72   | 66   | 62   | 46   | 68   |
| Počet domů     | 20   | 22   | 22   | 20   | 20   | 20   | 24   | 26   | 26   | 23   | 22   | 25   | 27   | 29   | 36   |

## Obecní správa
Při sčítání lidu v letech 1850–1959 Vyhnanice byly samostatnou obcí, se kterým patřily nejprve do okresu Milevsko, ale v roce 1950 v okrese Soběslav. Od roku 1960 jsou částí obce Hlavatce v okrese Tábor.

## Pamětihodnosti
- Venkovská usedlost čp. 14
- Kaple na návsi
- Kříž a zároveň pomník padlým v první světové válce se nalézá poblíž kaple.

## Galerie

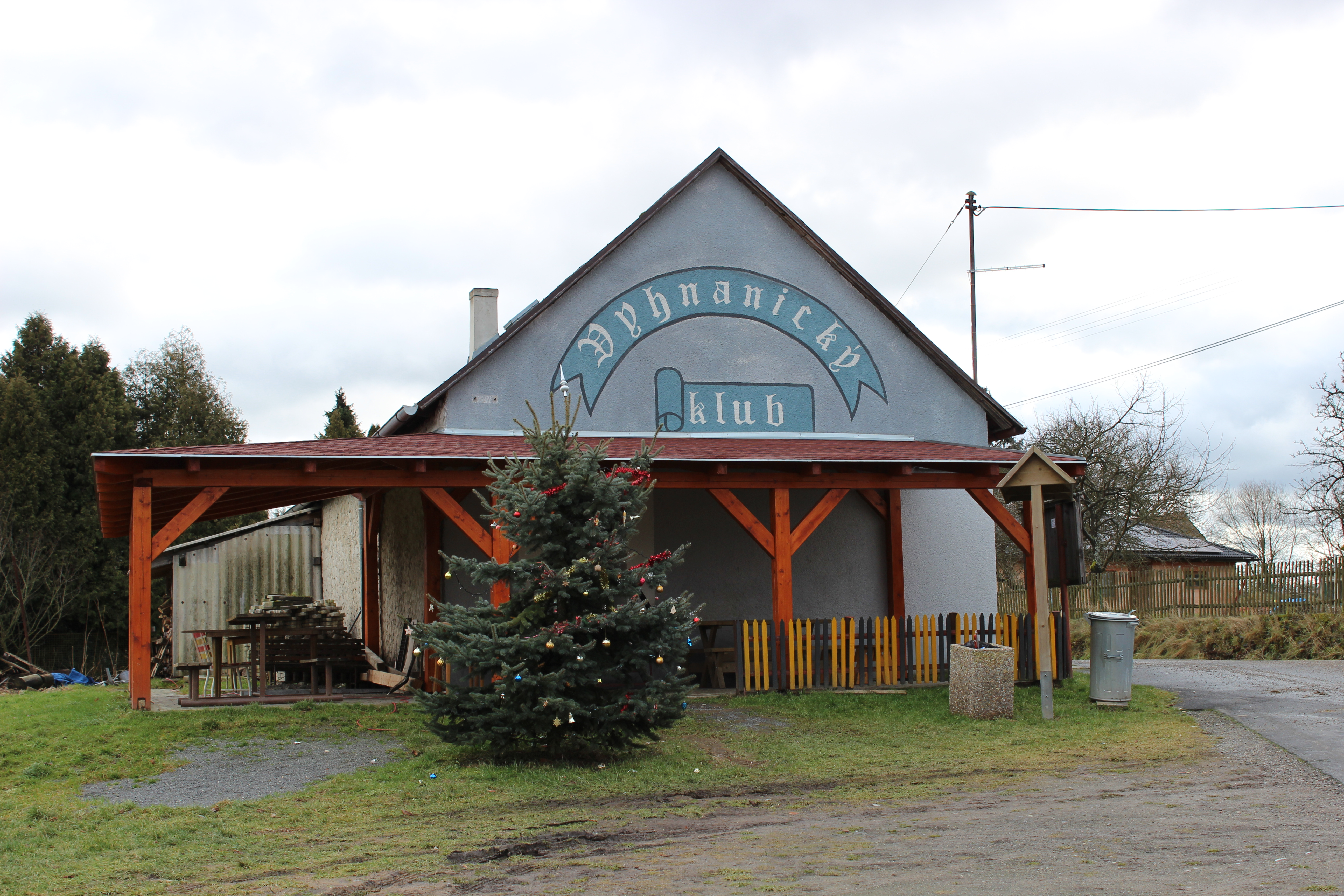
Vyhnanický klub
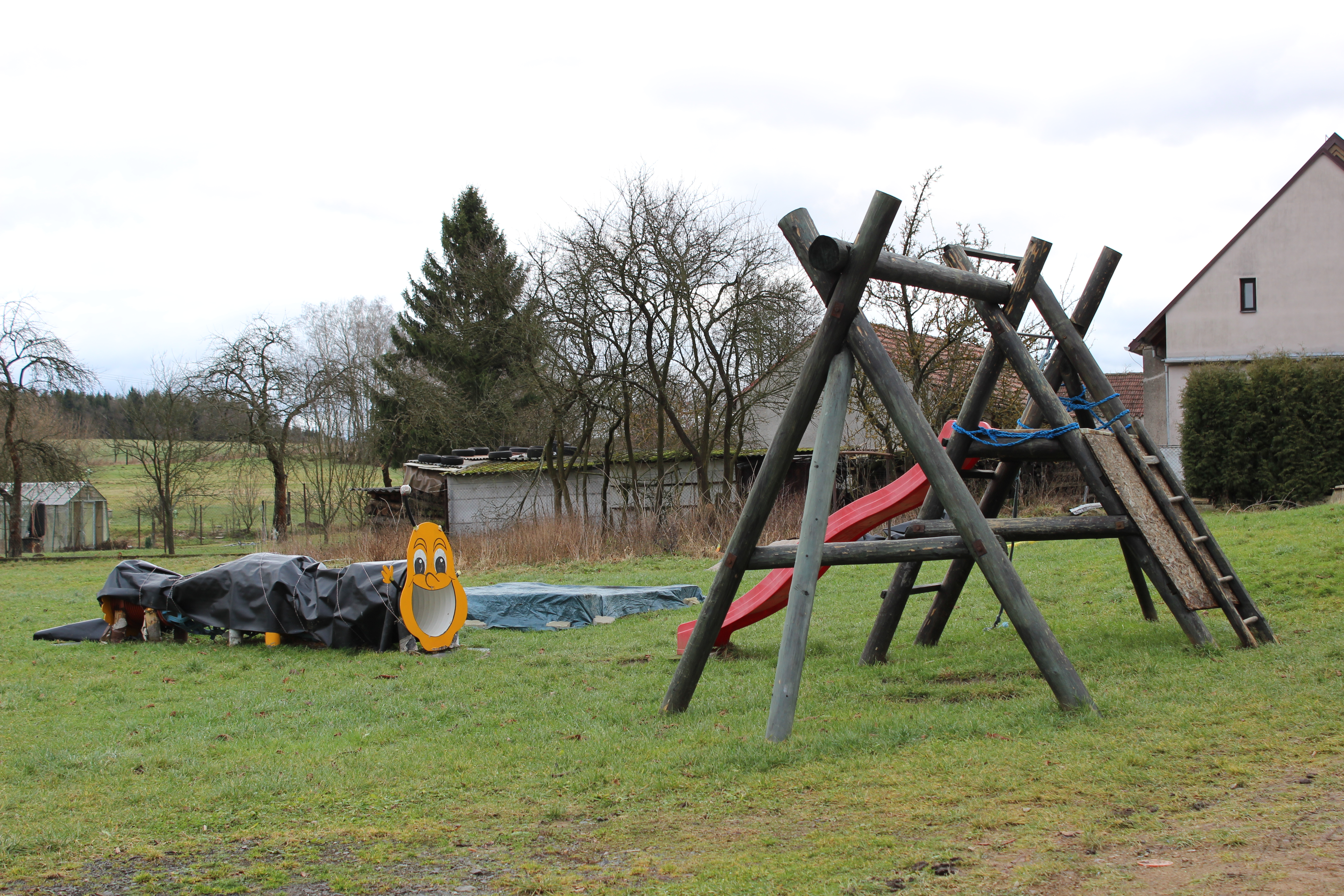
Dětské hřiště
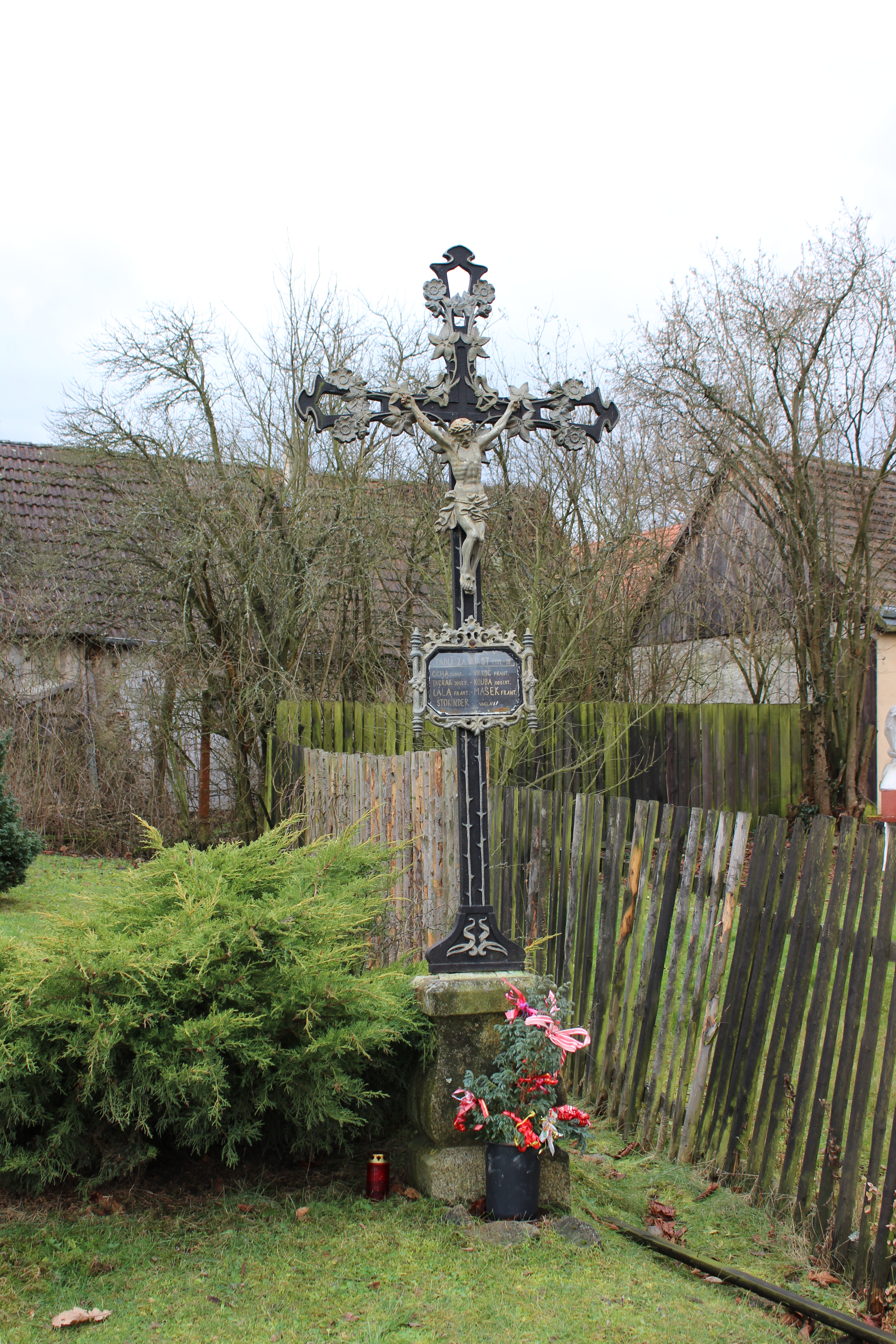
Kříž a pomník padlým u kaple
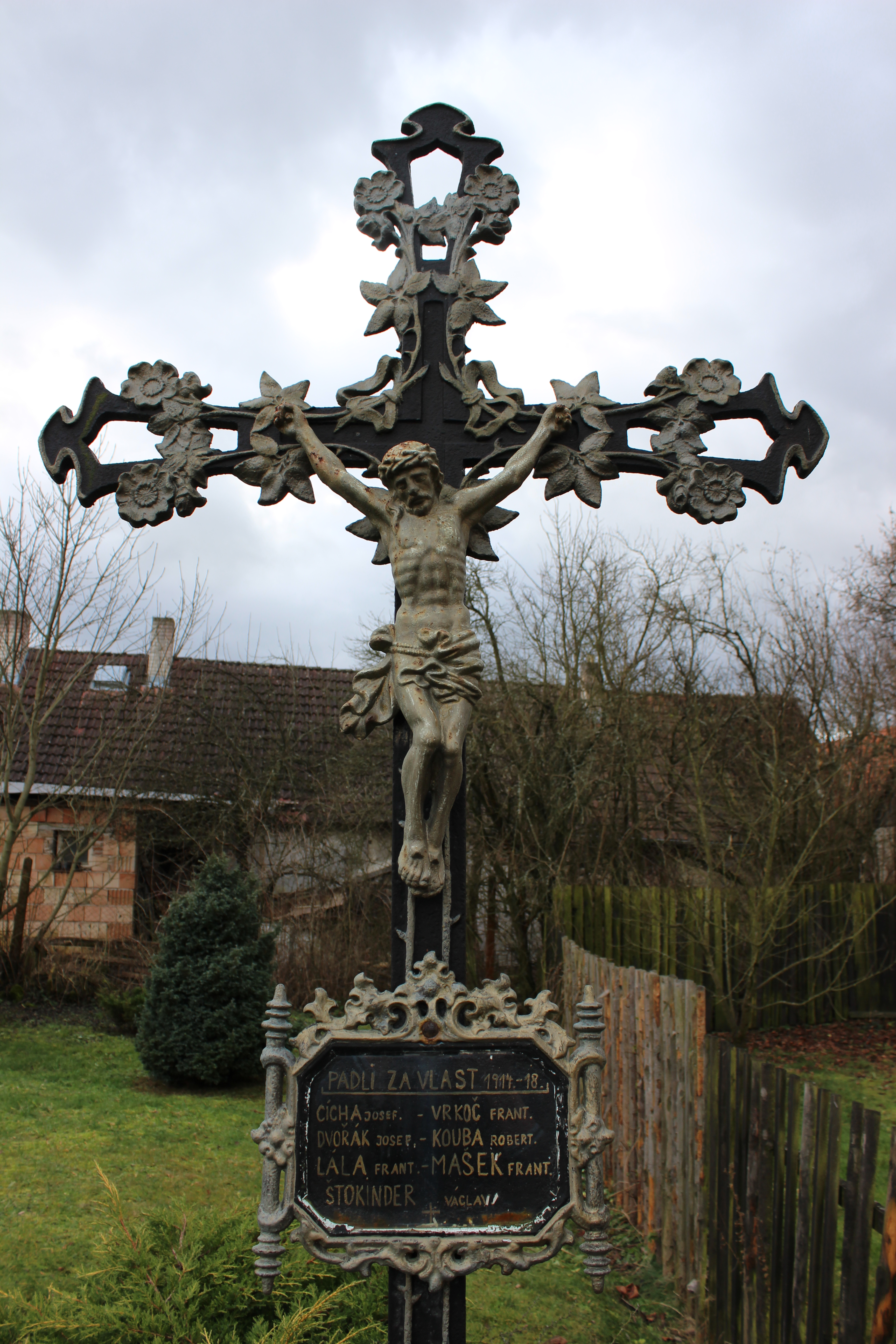
Detail horní části kříže